# Arisaema tengtsungense
Arisaema tengtsungense — многолетнее травянистое клубневое растение, вид рода Аризема (Arisaema) семейства Ароидные (Araceae).

## Ботаническое описание
Раздельнополые растения.
Клубень сжато-шаровидный, 1—2 см в диаметре.

### Листья
Катафиллов два, беловато-розовые, короткие, 2—4 см длиной, чешуевидные.
Лист один. Черешок цилиндрический, 14—77 см длиной, в основании формирующий ложный стебель. Листовая пластинка состоящая из трёх листочков, изредка из пяти; листочки сидячие, бледно-зелёные снизу, зелёные сверху; центральный листочек от эллиптического до овально-эллиптического, 5—14 см длиной и 3—7 см шириной, в основании клиновидный, на вершине заострённый; боковые листочки от косоовальных до овально-ланцетовидных, 6—12 см длиной, 3—9 см шириной, в основании клиновидные по внутренней стороне, округлённые по внешней стороне.

### Соцветия и цветки
Цветоножка 7—25 см длиной, короче черешков, появляется из ложного стебля. Трубка покрывала пурпуровая с белыми продольными полосками, воронковидная, около 7 см длиной и 1,9 см в диаметре, края устья немного отогнутые, неухообразные. Пластинка тёмно-пурпуровая с неясными беловатыми полосками, продолговатая, 5—6,6 см длиной, 3—3,5 см шириной, загнутая, на вершине трёхлопастная; средняя лопасть меньшая, ланцетовидная, около 5 мм длиной и 2 мм шириной; боковые лопасти продолговатые, около 1,5 см длиной и 1,3 см шириной, на вершине округлённые.
Початок однополый. Мужская зона цилиндрическая, 1—1,5 см длиной; синандрий из двух или трёх тычинок; пыльники полусидячие, шаровидные, вскрывающиеся верхушечным разрезом формы подковы; придаток свешивающийся, шнуровидный, 8—15 см длиной, в основании на длине 2—3 см узкоконический, 2—3,5 мм в диаметре, в основании усечённый и на ножке 3—4 мм длиной.
Цветёт в июне — июле.

## Распространение
Встречается в Китае (Западный Юньнань) и в Мьянме.
Растёт в вечнозелёных лесах, зарослях рододендрона, на горных вершинах, на высоте 2600—3200 м над уровнем моря.